# Młodzieżowa Sieć Regionalna
Młodzieżowa Sieć Regionalna (ang. AER Youth Regional Network – YRN) stworzona przez Zgromadzenie Regionów Europy (ang. Assembly of European Regions – AER) jest platformą zrzeszającą regionalne organizacje młodzieżowe, rady i parlamenty z całej Europy. Platforma ta działa jako forum, które pozwala młodym ludziom posiadać wpływ na regionalną i europejską politykę. Jego członkowie dzielą się doświadczeniami i wiedzą specjalistyczną. Prezydentem Sieci jest Olov Oskarsson (Szwecja), natomiast wiceprezydentem Michał Matlak z Polski. 

## Początki
Młodzieżowa Sieć Regionalna Zgromadzenia Regionów Europy została założona 25 listopada 2008 roku w Wiesbaden (Hesja, Niemcy) podczas spotkania 90 młodych ludzi reprezentujących 55 regionów europejskich. Spotkanie to zainicjowało pierwszą i jedyną europejską platformę zrzeszającą regionalne rady młodzieżowe, parlamenty i organizacje. 
Młodzieżowa Sieć Regionalna opiera się na założeniu, że podejmowanie decyzji powinno odbywać się zgodnie z zasadą subsydiarności. Oznacza to, że z jednej strony polityka młodzieżowa na europejskim poziomie powinna odzwierciedlać różnorodność regionów i młodych ludzi tam mieszkających. Z drugiej strony, regionalna polityka młodzieżowa powinna wpisywać się w wymiar europejski, rozwiązywać wspólne problemy, dzielić się wiedzą i doświadczeniem. 

## Rezolucja z Wiesbaden
Podczas spotkania założycielskiego Młodzieżowej Sieci Regionalnej w Wiesbaden, 90 młodych reprezentantów regionów Europy przyjęło rezolucję, które definiuje podstawowe, strategiczne priorytety Młodzieżowej Sieci Regionalnej:
Dostrzeżenie, że decyzje podejmowane przez europejskie rządy na poziomie krajowym i regionalnym mają wpływ na młodych ludzi;
Przypomnienie, że młodzi ludzie mają prawo oddziaływać na to, co się dzieje wokół nich;
Zrozumienie, że to młodzi ludzie są przyszłością Europy;
My, jako członkowie młodzieżowych rad regionalnych, parlamentów i organizacji, a także w imieniu wszystkich młodych ludzi żyjących w Europie postanawiamy, że Młodzieżowa Sieć Regionalna Zgromadzenia Regionów Europy jest inicjatywą, która będzie:
* wspólną europejską platformą skupiającą organizacje młodzieżowe działającym na poziomie regionalnym;
* umożliwiać wymianę doświadczeń i praktyk pośród europejskich organizacji młodzieżowych;
* wprowadzać w życie zasadę subsydiarności na polu polityki młodzieżowej;
*przybliżać obywateli do Europy, pokazując im ich lokalną tożsamość, wyjaśniając dzięki temu ideę „jedność w różnorodności”’
Dlatego Młodzieżowa Sieć Regionalna Zgromadzenia Regionów Europy:
* ma wpływ na regionalną politykę dot. rynków pracy, zdrowia, edukacji w celu zahamowania tzw. „drenażu mózgów” (ang. drain brain) i zachowania młodych ludzi zdrowych w ciągle zmieniającym się społeczeństwie.
* wspiera szkolnictwo, aby zachęcić młodych ludzi do stawania się przedsiębiorczymi, do podejmowania inicjatyw, do uczestnictwa w tworzeniu polityki regionalnej;
* “zarządza” globalizacją poprzez promowanie wartości i tradycji regionalnych, a także poprzez wymianę lokalnej wiedzy i doświadczeń;
* zachęca młodych ludzi do zmiany regionalnej perspektywy poprzez edukację, do zmiany nastawienia konsumentów poprzez promocję nowych technologii, nowych metod odnawiania energii;
* podejmuje działania w celu przezwyciężenia uprzedzeń, nierówności, ksenofobii i segregacji poprzez podniesienie poziomu szkolnictwa i zapewnienia w nim udziału imigrantów, a także umożliwia wymianę kulturową pomiędzy młodymi Europejczykami.
Postanowienia te, uwzględniając potrzeby i troski młodych ludzi, zostały przyjęte na spotkaniu założycielskim w Wiesbaden 25 listopada 2008 r.

## Misja
Misja Młodzieżowej Sieci Regionalnej obejmuje 4 zakresy: 
- Zachęcanie do bardziej efektywnej komunikacji między młodymi ludźmi;
- Promocja idei europejskich i rozwijanie międzyregionalnej współpracy na poziomie europejskim;
- Zachęcanie do większego udziału młodych w lokalnych i regionalnych procesach demokratycznych;
- Rozwijanie poczucia społecznej i politycznej odpowiedzialności;

## Cele
Młodzieżowa Sieć Regionalna ma 4 podstawowe cele: tworzenie europejskiego forum dla młodych ludzi, oddziaływanie na politykę, wymiana najlepszych praktyk, doświadczenie i promocja zrównoważonego rządzenia. 

### Tworzenie europejskiego forum dla młodych ludzi
- Tworzenie europejskiego forum, które pozwala młodym ludziom zajmować sprawami regionalnymi;
- Wymiana najlepszych praktyk i doświadczeń.

### Oddziaływanie na politykę
- Zaangażowanie młodych ludzi w proces podejmowania decyzji na regionalnym i europejskim poziomie;
- Rozwijanie wśród młodych ludzi poczucia społecznej i politycznej odpowiedzialności i zachęcanie ich do uczestniczenie w procesach demokratycznych.

### Wymiana najlepszych praktyk
- Podkreślanie zasady subsydiarności w podejmowaniu decyzji;
- Wspólna praca nad europejskimi projektami i wykorzystywanie funduszy europejskich;
- Wspólne działania młodych ludzi we wspieraniu procesów powiększenia UE (wiele regionów reprezentowanych w ramach Młodzieżowej Sieci Regionalnej jest spoza UE)

### Promocja zrównoważonego rządzenia
- Poszerzanie zakresu działań o innych regionalnych partnerów z prywatnego sektora czy społeczeństwa obywatelskiego.

## Wartości
Młodzieżowa Sieć Regionalna daje młodym ludziom perspektywę i szerzy wartości; Zgromadzenie Regionów Europy – wartości: 
Równość w różnorodności: Młodzieżowa Sieć Regionalna podziela stosunek Zgromadzenia Regionów Europy do politycznej, etnicznej i kulturalnej różnorodności. Młodzieżowe regionalne rady, parlamenty i organizacje – wszystkie są równe i mają ten sam status. 
Demokracja: Młodzieżowa Sieć Regionalna ma demokratyczną strukturę i promuje demokratyczne wartości, wolność wyboru i przejrzystość. Młodzieżowa Sieć Regionalna zachęca do aktywnego działania wszystkich swoich członków w rozwijaniu własnych polityk. 
Subsydiarność: Młodzieżowa Sieć Regionalna wierzy w zasadę subsydiarności, która powinna być stosowana przy podejmowaniu wszelkich decyzji, co oznacza podejmowanie decyzji politycznych tak blisko jak to jest możliwe młodych obywateli. 

## Inne projekty Zgromadzenia Regionów Europy dot. młodzieży
Szkoła Letnia dla Młodzieży: została zainicjowana w 2001 r. w celu zaproponowania młodym ludziom możliwości nabywania nowych umiejętności, poznawania nowych idei, wymiany doświadczeń z lokalnymi politykami. Coroczne zajęcia w Szkole trwają pięć dni, każda letnia szkoła skupia się na konkretnym temacie, zajęcia odbywają się w jednym z członkowskich regionów Zgromadzenia. 
Projekt Młodzi Ambasadorowie Zgromadzenia Regionów Europy: każdy uczestnik Letniej Szkoły jest jednocześnie Młodym Ambasadorem Zgromadzenia Regionów Europy. Ich rola polega na angażowaniu młodych ludzi w podejmowanie wspólnych inicjatyw w swoich regionach. Po zakończeniu zajęć w Letniej Szkole Młodzi Ambasadorowie organizują w swoich regionach zajęcia związane z tematem zajęć w Szkole. Najlepszy projekt jest nagradzany. 
Młodzieżowy Zespół Zgromadzenia Regionów Europy: Młodzieżowy Zespół został powołany aby zaproponować młodym ludziom z europejskich regionów możliwość pracy w międzynarodowych strukturach Zgromadzenia Regionów Europy. Strategia i działalność Młodzieżowego Zespołu jest implementowana na trzech poziomach: regionalnym (promocja projektów Zgromadzenia na poziomie regionalnym, zaangażowanie w organizowanie przedsię wzięć dot. Zgromadzenia, wspieranie młodych ludzi w regionach ich pochodzenia), europejskim (uczestnictwo i zachęcanie młodych ludzi do uczestniczenia w projektach przeprowadzanych na poziomie europejskim, włączając w to projekty organizowane przez instytucje europejskie), na poziomie Zgromadzenia (współpraca z komitetami Zgromadzenia). 
Konkurs „ Czy mówisz po europejsku?” : coroczny konkurs dla młodych ludzi między 14 a 18 rokiem życia, w którym zadaniem jest odpowiedź na pytanie : „Czym dla ciebie jest Europa?”. Poziom europejski konkursu jest poprzedzony regionalnymi i krajowymi etapami. 
Nagroda dla najbardziej przyjaznego młodzieży regionu europejskiego: w 2001 roku Zgromadzenie Regionów Europy ustanowiło nagrodę dla najbardziej przyjaznego młodzieży regionu europejskiego. Nagroda jest przyznawana raz na 2 lata dla regionu, który przedstawi najlepszy projekt bądź inną inicjatywę promującą młodzieżowe wartości. 
Stypendium Zgromadzenia Regionów Europy: Zgromadzenie Regionów Europy oferuje roczne stypendia dla studentó w z regionu członkowskiego Zgromadzenia. Stypendium dotyczy studiów magisterskich w zakresie tematyki związanej z lokalną demokracją; pokrywa ona koszty nauki i rocznego utrzymania. 
Europejskie Forum Zgromadzenia Regionów Europy: celem forum jest zaangażowane młodych ludzi i lokalnych polityków do debaty z reprezentantami UE na temat przyszłości Europy. 
Eurodyssey: międzyregionalny program promujący szkolenie zawodowe i mobilność młodych ludzi w całej Europie.

## Dzieła
- Assembly of European Regions: The future belongs to us – but how should we handle it?. [w:] Meeting of Youth from the European Regions [on-line]. Assembly of European Regions, 23-25 November 2008. [dostęp 31/03/2009].zły zapis daty dostępu
- Main Rheiner: Europas erstes Regionales Jugendnetzwerk in Wiesbaden gegründet. Main Rheiner, 25/11/2008. [dostęp 31/03/2009]. [zarchiwizowane z tego adresu (2011-07-19)].zły zapis daty dostępu
- Echo Online: Wiesbaden. Europäische Jugendliche wollen sich vernetzen. Echo Online, 24/11/2008. [dostęp 31/03/2009].zły zapis daty dostępu
- Ansa: ARE lancia rete regionale europea giovani. AER, 25/11/2008. [dostęp 31/03/2009]. [zarchiwizowane z tego adresu (2011-07-22)].zły zapis daty dostępu
- Deutsche Welle: Pierwsza sieć współpracy młodzieży z regionów Europy. Deutsche Welle, 12/01/2008. [dostęp 31/03/2009].zły zapis daty dostępu